# Claude Miqueu
 (février 2016).
Claude Miqueu, né le 31 mars 1946 à Tarbes (Hautes-Pyrénées), est un universitaire, homme politique et gérant de société français. Il est marié à Laurence Barneche-Miqueu, maître de conférences, et est père de 4 enfants.

## Biographie
Cet universitaire de formation  : DESS en Economie et Droit rural (ILER Toulouse) Licence Sc Eco (Univ. Sciences sociales Toulouse) Diplômé SP - Ecole Nationale d'Ingénieurs des Travaux Agricoles de Bordeaux, Docteur en droit public (Upvd Perpignan) 
Il a exercé les fonctions académiques suivantes :
- maître de conférences à l'École nationale de formation agronomique de Toulouse (1993 - 1999)
- Directeur du CFPPA de Lannemezan (1975 - 1981)
- Conseiller technique DGER (1981 -1985 Ministère de l'Agriculture)
- Directeur fondateur du Centre universitaire Tarbes-Pyrénées (CUTP) de 1999 à 2009
- Conseiller technique à l'Institut national du développement local d'Agen - INDL (2005 - 2010)
- Membre de section du Conseil Economique et Social, co-rapporteur pour avis de la réforme de la politique de l'eau (2000)

Il a eu les fonctions politiques locales suivantes :
- Maire (divers gauche) de Vic-en-Bigorre de 1977 à 2008
- Président fondateur de la communauté de communes "Vic -Montaner" 1993 - 2001
- Conseiller général des Hautes-Pyrénées, puis vice-président du conseil général, canton de Vic-en-Bigorre de 1979 à 2015
- Président de l'EPTB Institution Adour de 1998 à 2008
- Président fondateur du Comité départemental de développement économique des Hautes Pyrénées (1983 - 2013)
- Président de la commission planification du comité de bassin Adour Garonne chargée du SDAGE (Schéma directeur d'aménagement et de gestion des eaux) de 1998 à 2014
- Membre du Comité national de l'eau depuis 2009 et de l'Académie de l'eau (1988 - 2022)

Député de la troisième circonscription des Hautes-Pyrénées de 1988 à 1993, il siégeait parmi les non-inscrits (Divers Gauche). Choisi par les militants, il est élu contre le candidat officiel du PS : Jean Glavany.
Il publie en 2000, "Le canton de Vic en Bigorre , en 2020 "Engagements "  et en mars 2024 “Le Lac du Gabas, dans le bassin de l’Adour, de l’eau pour les activités humaines et les milieux “. Les deux dernières publications chez France Libris ICN Orthez